# Kanton Pierrefitte-sur-Aire
Pierrefitte-sur-Aire was een kanton van het Franse departement Meuse. Het kanton maakte deel uit van het arrondissement Commercy.
Bij de herziening van de kantonale indeling van 2014 werd het opgeheven. Alle gemeenten werden vanaf 2015 overgeheveld naar het nieuw opgerichte kanton Dieue-sur-Meuse

## Gemeenten
Het kanton Pierrefitte-sur-Aire omvatte de volgende gemeenten:
- Bannoncourt
- Baudrémont
- Belrain
- Bouquemont
- Courcelles-en-Barrois
- Courouvre
- Dompcevrin
- Fresnes-au-Mont
- Gimécourt
- Kœur-la-Grande
- Kœur-la-Petite
- Lahaymeix
- Lavallée
- Levoncourt
- Lignières-sur-Aire
- Longchamps-sur-Aire
- Ménil-aux-Bois
- Neuville-en-Verdunois
- Nicey-sur-Aire
- Pierrefitte-sur-Aire (hoofdplaats)
- Rupt-devant-Saint-Mihiel
- Sampigny
- Thillombois
- Ville-devant-Belrain
- Villotte-sur-Aire
- Woimbey